# Колпак (головной убор)

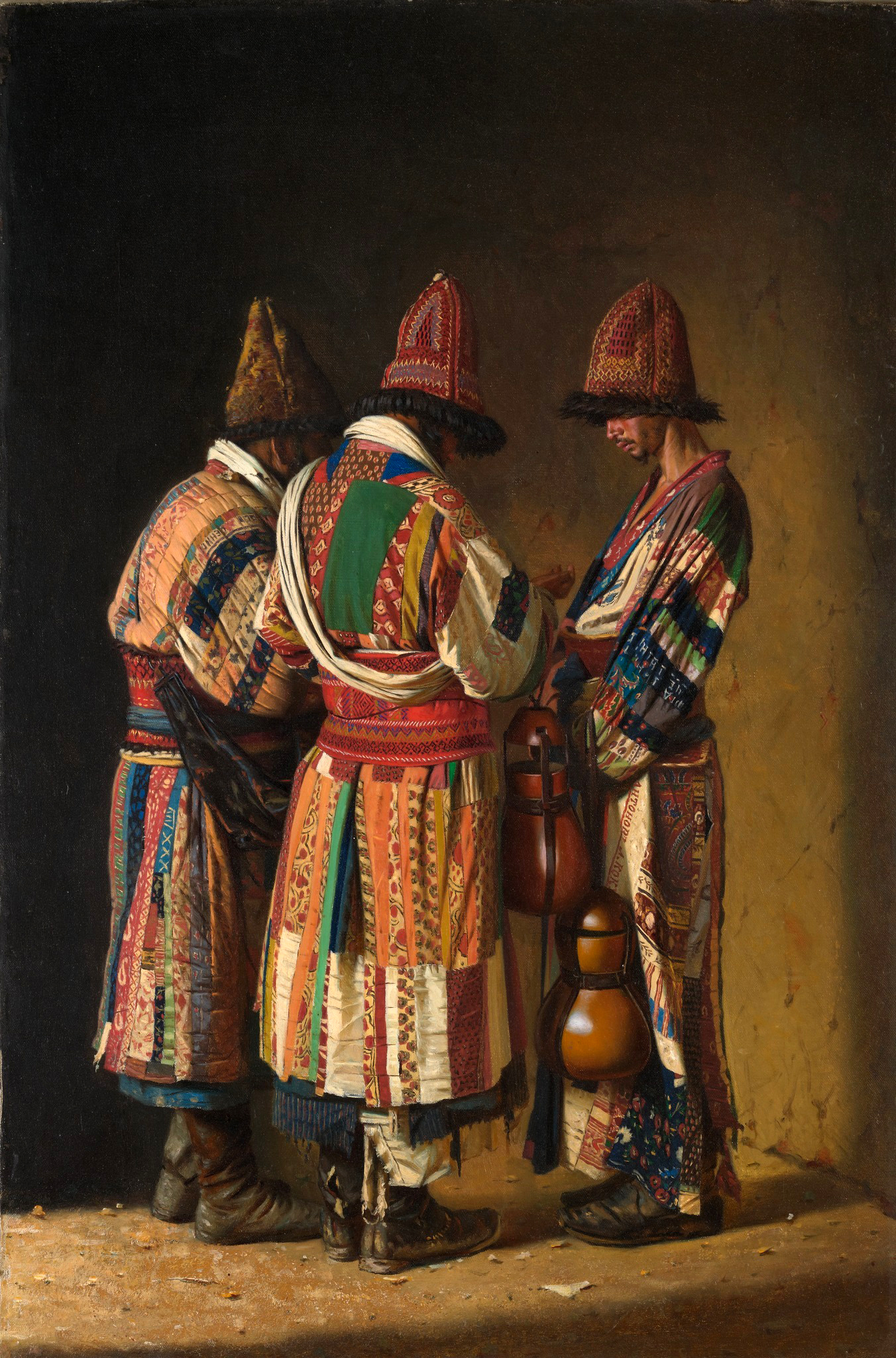
Дервиши в колпаках. Картина Василия Верещагина «Дервиши».

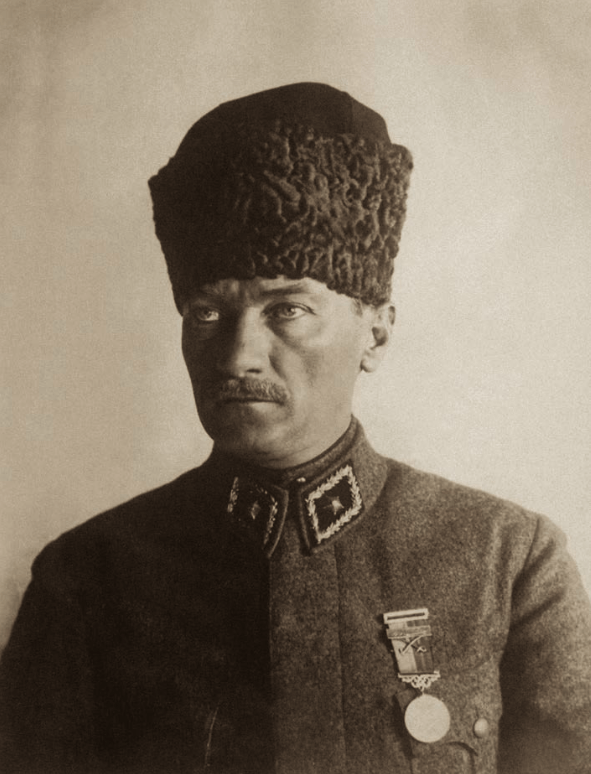
Ататюрк в колпаке в турецком стиле

Колпа́к (от тюрк. kalpak — высокая шапка) — головной убор конусообразной, округлой или цилиндрической формы.
Есть разные виды этого головного убора:
- Национальный колпак (у киргизов, каракалпаков, казахов)
- Шутовской или дурацкий колпак (прежде надевавшийся шутами, иногда с бубенчиками).
- Поварской колпак.
- Ночной колпак (мужской или женский головной убор для сна).
- Банный колпак
- Колпак гномиков

## Колпак у народов Европы
Колпаки (нем. Mütze, фр. bonnet) были распространены у народов Центральной, Северной и Западной Европы, в особенности у небогатых горожан и на селе. Он украшался на конце кистью или помпоном. Часто колпак надевался под шляпу. Колпаки чаще всего были белыми, но могли краситься в синий, красный цвет или в полоску. Вдовцы в Англии XVII могли заказывать себе чёрные ночные колпаки. У эстонцев колпаки (эст. tuttmüts, tutimüts), вязавшиеся из шерсти, были белого цвета, но вышивались красными нитями. На островах Сааремаа, Рухну и Вормси колпаки носили и женщины. На двух последних островах траурные колпаки, помимо чёрного, могли быть синего цвета. У немцев колпаки изготовлялись из шерсти и льна. Колпак как часть немецкого народного костюма стал непременным атрибутом Немецкого Михеля (нем. Deutsche Michel), персонажа, олицетворяющего немецкий народ. Также красный колпак является непременным атрибутом гномов и их скандинавских аналогов — ниссе.
Во Франции колпак попал в народ из гардероба знати и среднего класса в XVII веке. Колпаки носили ремесленники, моряки и крестьяне. Особо они полюбились жителям побережий, поскольку колпак защищал от непогоды и холода. В XIX веке колпаки изготовлялись на круглоткацких станках. Особенно колпаки полюбились жителям Нормандии, куда они проникли в середине XVIII-го века. Во времена Наполеона колпак из мужского гардероба был заимствован женщинами. И если мужчины носили колпак, закинув верхний конец назад, то нормандки носили их концом как угодно: закинув налево, направо, на перед или назад. С коплаком могли носиться и чепцы. В какой-то момент мода на колпаки среди нормандок дошла до такой степени, что их стали носить даже в церкви, духовенство осуждало подобную практику, называя колпак на голове женщин «отвратительным головным убором» (фр. coiffure abominable). Промысел изготовления колпаков в Нормандии существовал в Фалезе, где существовало несколько ткацких фабрик, где и производили колпаки. К началу XX века колпак среди женщин практически вышел из употребления, сохраняясь лишь в некоторых бокажах.
У моряков и рыбаков некоторых стран (в Италии и Скандинавии) колпак был частью формы, в Сардинии и на Сицилии такой колпак назывался берритта (итал. и сиц. berritta), в Каталонии — барретина (кат. baretina), а в Калабрии — барритта (итал. barritta).
Колпак был известен и на Руси в XIII-XVII веках, его носили представители всех социальных групп, изготавливался он из льна, хлопка, шерсти, шёлка, атласного бархата, или тканей с золотным шитьём, а также вязался иглой. Колпак обладал полуовольной формой, и в зависимости от формы головы владельца мог подгибаться. Внизу присутствовали короткие продольные разрезы, украшавшиеся пуговицами, пряжками, запонками и брошками. Этот головной убор упоминается во многих документах того времени: так, в документе 1589 года описывается колпак будущего царя Бориса Годунова:

Колпак саженой; на нем 8 запон; в запонах каменье изумруды и яхонты и алмазы; у 5-ти запон по жемчугу по вислому да у 6-й запоны крыжик 3 зерна; да на прорехе 5 пугвиц яхонты лазоревы на спнех на золотых, на закрепках по зерну по бурминскому.— Забелин И. Г. Часть 2. Глава VII // Домашний быт русских царей в XVI и XVII ст.. — СПб.: Типография Императорской академии наук, 1865. — С. 19. — 351 с.
Одним из древнейших дошедших до нас изображением древнерусского колпака является изображение гусляра на браслетах XII века. Также подобные головные уборы встречаются и на фресках киевского Софийского собора. Историк Г. Г. Громов считал, что собственно русский колпак имел закругленный верх, а татарский — заострённый. В постпетровской России существовали вязаные белые колпаки, носившиеся поморами и в некоторых деревнях Вологодчины; а также валяные из овечьей шерсти мужские колпаки, представлявшие собой шапки в виде усечённого конуса высотой примерно 15 см, иногда с полями-отворотами, плотно примыкавшими к тулье. Эти колпаки были будничными головными уборами, распространёнными у крестьян. Валяные колпаки (также носившие такие названия как «валенки», «валянки») были распространены более широко — в частности, в Архангельской, Вологодской, Вятской, Воронежской, Смоленской и Енисейской губерниях. На Урале XIX века были распространены валяные из войлочной шерсти колпаки овальной формы или низкие округлые, служившие летним мужским головным убором. Они изготовлялись на дому из шерсти белого, коричневого и чёрного. В верховьях Оки и Десны старинными головным убором были белые колпаки, близкие к белорусским магеркам; впоследствии их стали заменять колпаки из коричневой шерсти. К 1920-м годам белые колпаки исчезли из обихода, будучи вытесненными картузами и шапками, коричневые же колпаки всё ещё носились, хотя также выходили из употребления. В этих местах коплаки валялись из коровьей и овечьей шерсти, сезон изготовления начинался после Покрова и заканчивался Пасхой, когда не занимались сельскохозяйственными работами. Белые колпаки в 1920-е годы также встречались в Псковщине. Кроме того, у русских существовала шапка мурмолка, по форме напоминавшая колпак. Конусообразный или плоский верх мурмолки шился из ткани, околыш имел меховую опушку и разрез, который можно было подогнать наружу, иногда у мурмолок были пуговицы на тулье. Как и в случае с колпаками, мурмолки могли украшаться ювелирными украшениями и пуговицами. В XIX веке мурмолку с меховой верхом и стёганой подкладкой носили лишь крестьяне Новгородской, Псковской и Петербургской губерний, однако славянофилы (в частности, её носил Константин Аксаков) «вернули» её в высший свет.
У замужних донских казачек XIX века был распространён колпак клинообразной формы наподобие чулка и с кисточкой на конце, вязавшийся из шёлка и хлопчатобумажных тканей, и иногда украшавшийся бисером и яркой вышивкой. Колпак надевался на пучок волос, его широкий край снизу загибался обшлагом, за который закладывался верхний конец. Выходя на улицу, поверх колпака накидывали платок. В основном колпак носили вместе с платьем-кубельком. В начале XX века колпак был вытеснен файшонкой — черной кружевной косынкой с длинными концами, собранными спереди на нитку, свисавшими по бокам, закидывавшимися на плечи или завязывавшимися бантом. Кроме того, колпак в качестве женского головного убора носили в некоторых южнорусских губерниях. В качестве девичьего головного убора колпак был известен в Вологодской губернии, частично в Вятской губернии, и в некоторых деревнях Воронежской, Рязанской и Тамбовской губерний, в Нижнем Поволжье и в Западной Сибири. Он вязался на спицах из хлопка или льна, сужался к верху и оканчивался кисточкой. Женский колпак был белым, как и чисто белым, так и с красными/синими узорами на белом фоне. На Русском Севере его могли носить лишь просватанные девушки, при этом коса помещалась в сам колпак, а к лобной части прикреплялась т.н. повязка. В то же время на юге России колпак девушки носили по праздникам, он завязывался на затылке шёлковым платком, сложенном в виде ленточки, коса также укладывалась в колпак. В Енисейской губернии колпак был головном убором невесты, его надевали на голову невесты сразу же после венчания в церкви, и в нём же невеста присутствовала на свадебном пиру. Колпак надевался на оплетённые вокруг головы две косы.

## Киргизский колпак
В Кыргызстане традиционному войлочному колпаку из белой шерсти (кирг. ак калпак), уделяется большое внимание. В честь колпака в 2011 году был учреждён День колпака, который ежегодно отмечается 5 марта. Колпак является не только атрибутом праздничного костюма, но и практичным повседневный головным убором. Благодаря полям он защищает от солнца в жару и от дождя в плохую погоду. Колпак более популярен в сельской местности, так как там одеваются более традиционно. Колпак часто служит подарком для мужчин. Мужская парадная форма официальных делегаций и спортивных команд, представляющих Кыргызстан на международных мероприятиях и соревнованиях обязательно включает в себя белый колпак.

## Башкирский колпак
Среди головных уборов башкир есть и колпак (баш. ҡалпаҡ). Носили его и мужчины, и женщины. Но мужские и женские колпаки различаются между собой формой, способом изготовления, ношения и материалом. Мужские колпаки изготавливались из войлока или соломы и были похожи на шляпы.
Женский колпак был схож с татарским калфаком, но отличался формой, размером и украшениями. Башкирские калфаки были более объемными. Носили их в основном незамужние девушки и под платком.
Прусский подданный, известный фотограф Карл Андреевич Фишер с 1878 г. проживал в Оренбургской губернии и создал огромную коллекцию фотографий местного населения. В 1912 году журнал «Вестник фотографий» пишет: «коллекция эта содержит около 1000 съемок башкир и киргизов от 5-летнего до старческого возраста и представляет большой этнографический и антропологический интерес. <…> К. А. Фишер принес её в дар Московскому Политехническому музею, где она находится в распоряжении профессора Д. Н. Анучина». Среди фотографий есть и снимок, где изображена башкирка в колпаке — баш. ҡалпаҡ. Такой тип колпака носил название «артлы ҡалпаҡ», то есть колпак с задником.

## Казахский колпак
Колпак казахов — представляет собой шляпу с полями, загнутыми кверху. Отличается от киргизского отсутствием раздвоенности, и тем что он не белый как у киргизов, и не чёрный как у каракалпаков, а до XX века имел клановые цвета, например, красный у аргынов. Он изготавливается из тонкого войлока, а снаружи отделывается бархатом или атласом, у богачей расшивается золотыми нитями. Казахский колпак в настоящее время используется в редких случаях.

## Каракалпакский колпак
У каракалпаков отличительной чертой является ношение колпаков чёрного цвета, благодаря чему они получили своё название (каракалп. қарақалпақлар — чёрные колпаки).

## Татарский колпак
Колпак (тат. калфак) — женский головной убор. В традиционном татарском костюме колпаки по праву занимают особое место. Об их великом разнообразии и большом декоративном значении говорил этнограф Н. И. Воробьёв, профессор, автор изданного в 1953 г. фундаментального труда «Казанские татары». В группе женских головных уборов выделяется богато украшенный праздничный калфак, имеющий несколько вариантов и разнообразный по материалу изготовления и способу декорирования. Этот девичий головной убор, бытовавший среди татарок в XIX — начале XX вв., по своей форме представлял, как это ни прозаично, простой колпак. Калфак надевали на голову, надвигая на лоб, а конусообразный конец, откидывали назад или слегка набок. Калфак носили исключительно горожанки. Существует легенда, согласно которой калфак является видоизменённым высоким конусовидным головным убором времён Казанского ханства. После того, как оно было покорено Русским царством, татарки в знак протеста согнули свои головные уборы пополам.

## Турецкий колпак
У турок колпаком (тур. kalpak) называется высокая цилиндрическая меховая шапка, похожая на папаху. Калпак являлся форменным зимним головным убором османской и позднее турецкой армии, кроме того, он стал одной из фирменных черт основателя современного турецкого государства — Мустафы Кемаля Ататюрка. Вот как описывал Ататюрка советский дипломат Семён Аралов:

Носил он [Ататюрк] барашковую высокую папаху коричневого цвета и часто сидел в ней, будучи в помещении.— Аралов С. И. Встречи с Мустафой Кемалем на фронте // Воспоминания советского дипломата. 1922-1923. — М.: Издательство Института международных отношений, 1960. — С. 70. — 244 с.
Слово в подобном значении перешло в болгарский язык: традиционная болгарская шапка, родственная молдавско-румынской кушме и македонской шубаре называется именно так. В средневековых Валахии и Молдове, бывших вассалами Османской империи, словом «калпак» (рум. и молд. calpac) называлась боярская шапка наподобие перевёрнутого горшка с тканым верхом. Пахарники — кравчие при дворе господаря носили калпаки с зелёным верхом.

## Гагаузский колпак
У гагаузов словом «калпак» (гаг. kalpak) называлась барашковая шапка белого или чёрного цвета, носившаяся в прохладную погоду, например, зимой. По форме существовало два вида калпака: с плоским верхом и высокие остроконечные (гаг. sivri kalpak). Зимой носили шапку-ушанку (гаг. kulaklı kalpak).

## Галерея

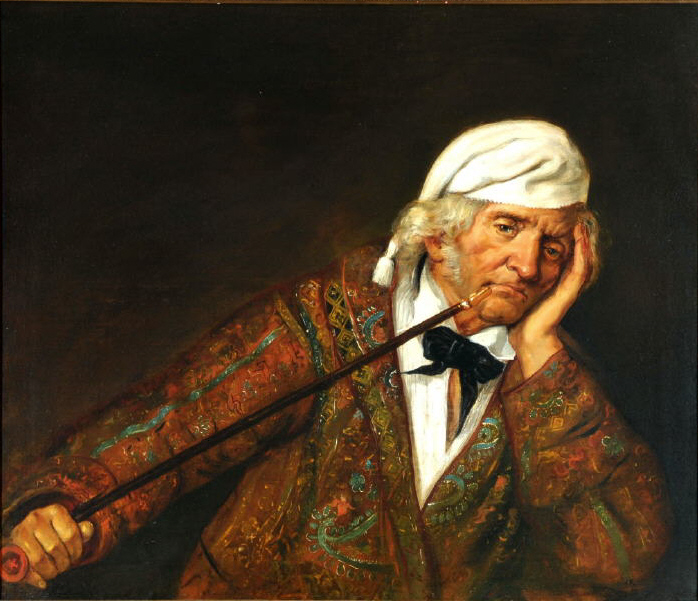
Автопортрет неизвестного художника в колпаке и с трубкой, Германия, начало-середина XIX века.
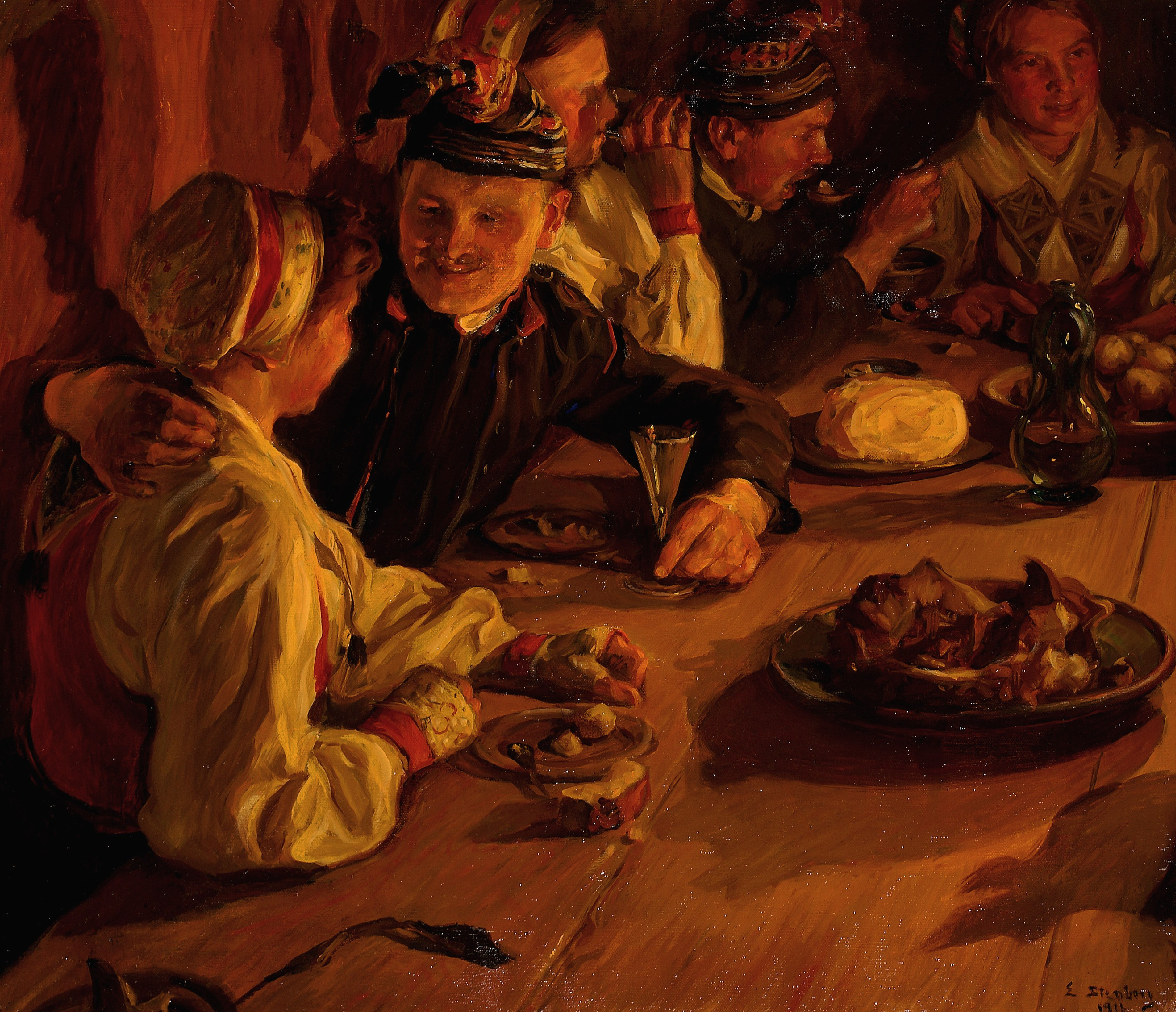
Картина Эмерика Стернберга «Рождество в Даларне», 1916
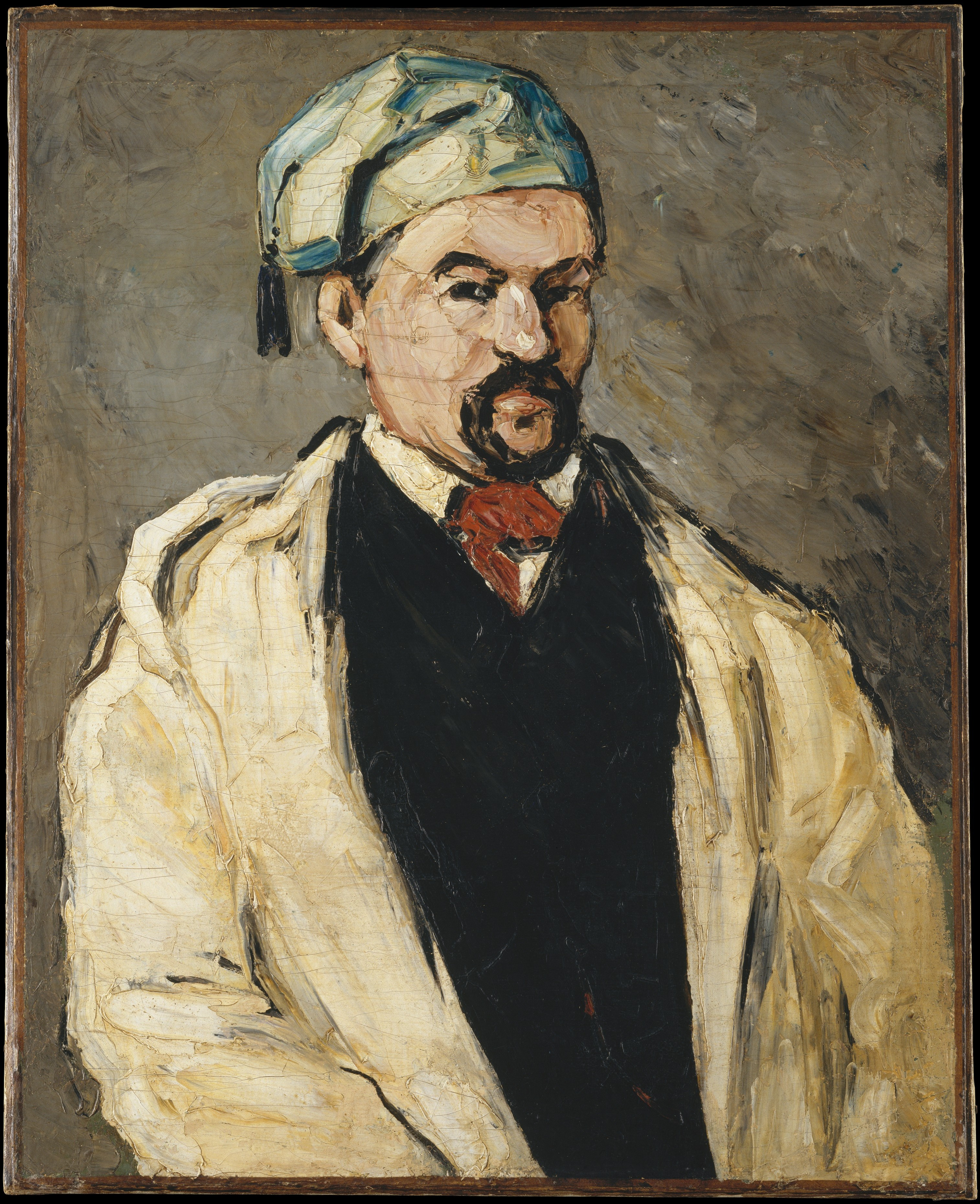
Поль Сезанн, «Портрет дяди Доминика», 1865
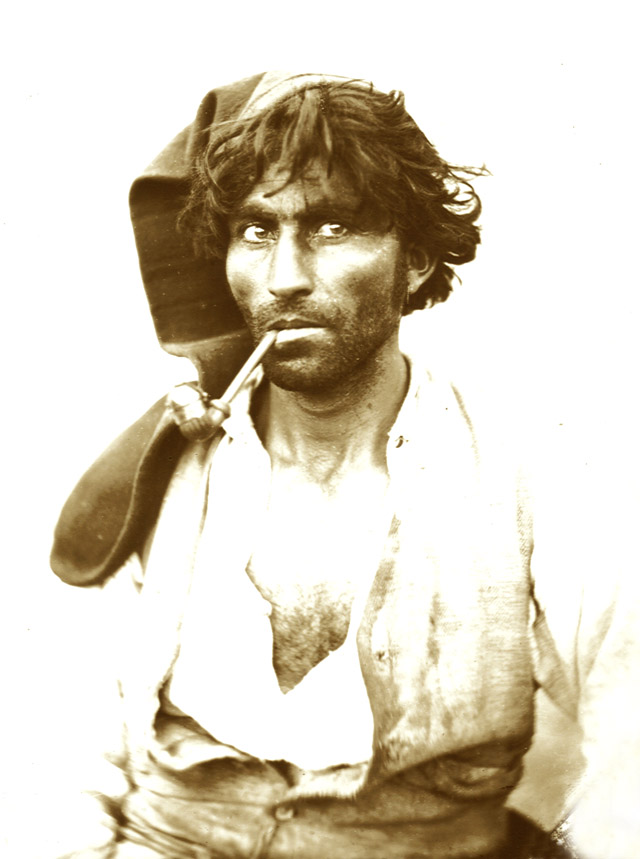
Вильгельм фон Глёден — Рыбак из Катании (Сицилия), 1880-е годы.
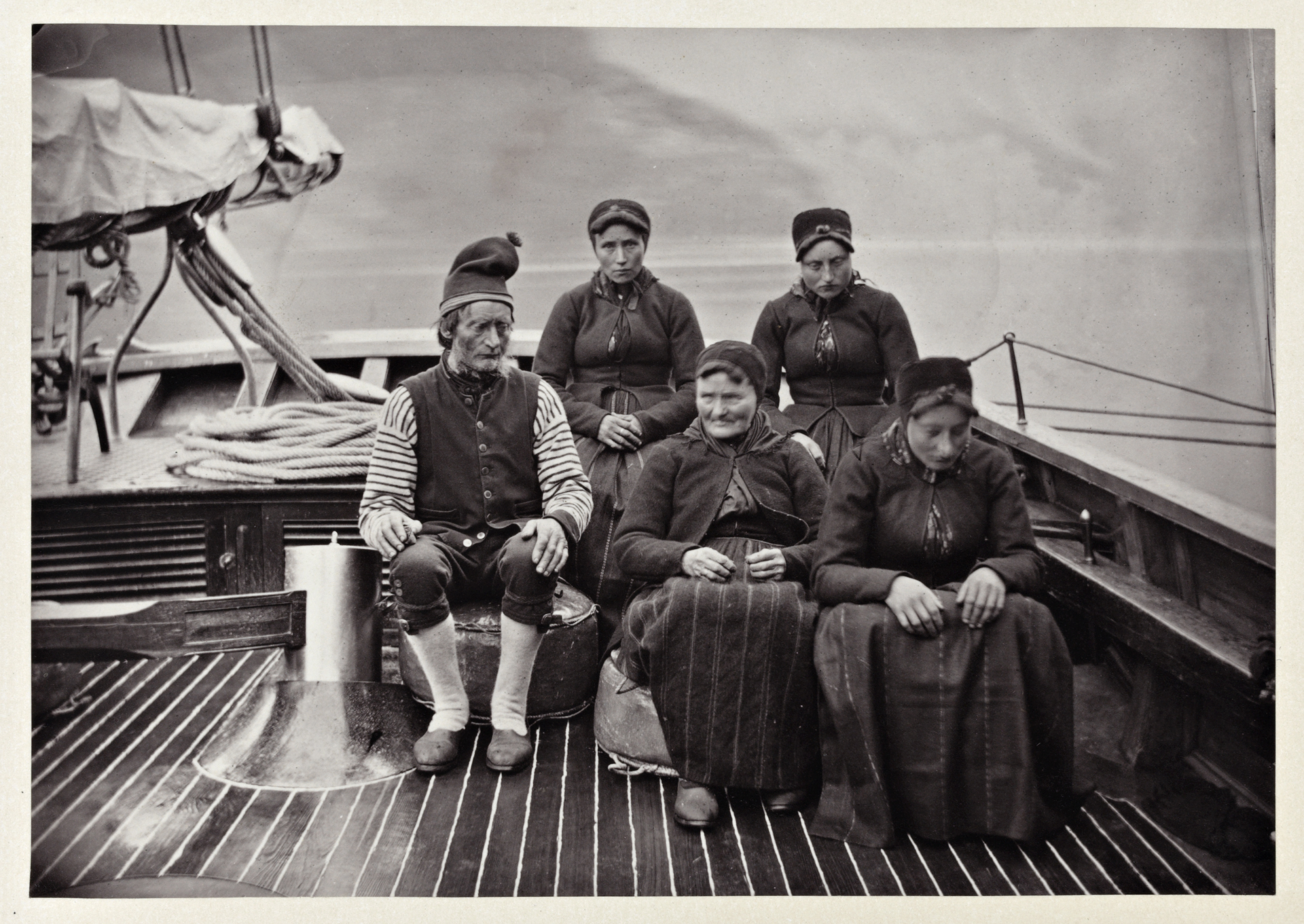
Норвежская семья из Гейрангера на палубе, 1869
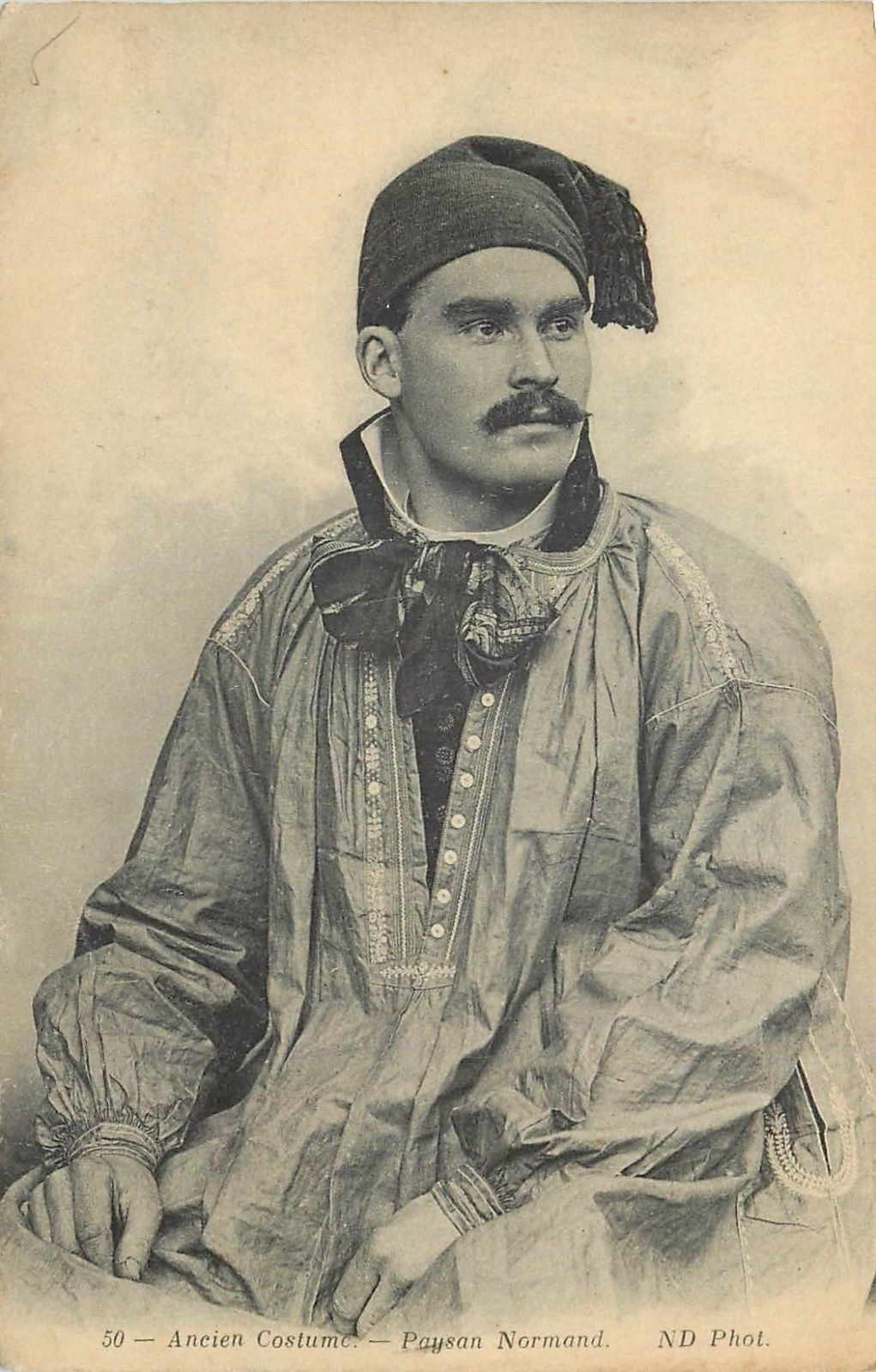
Нормандский крестьянин в блузе и колпаке, 1910 год
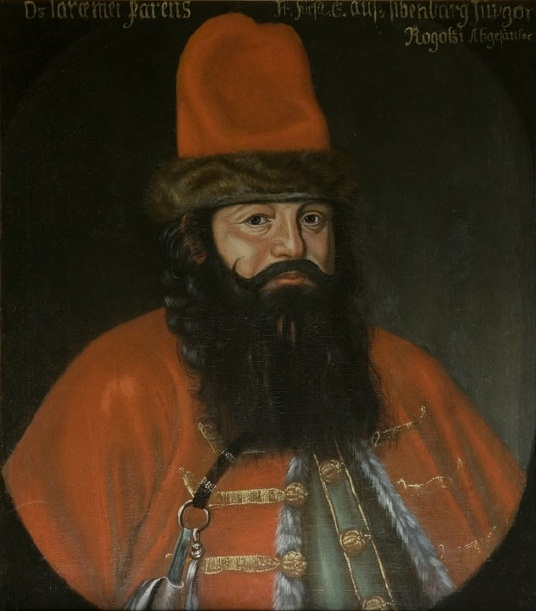
Портрет дипломата Речи Посполитой Мацея фон Крокова (пол. Maciej Krokow) в колпаке, подбитом мехом, схожим по форме с русскими мурмолками и колпаками того времени
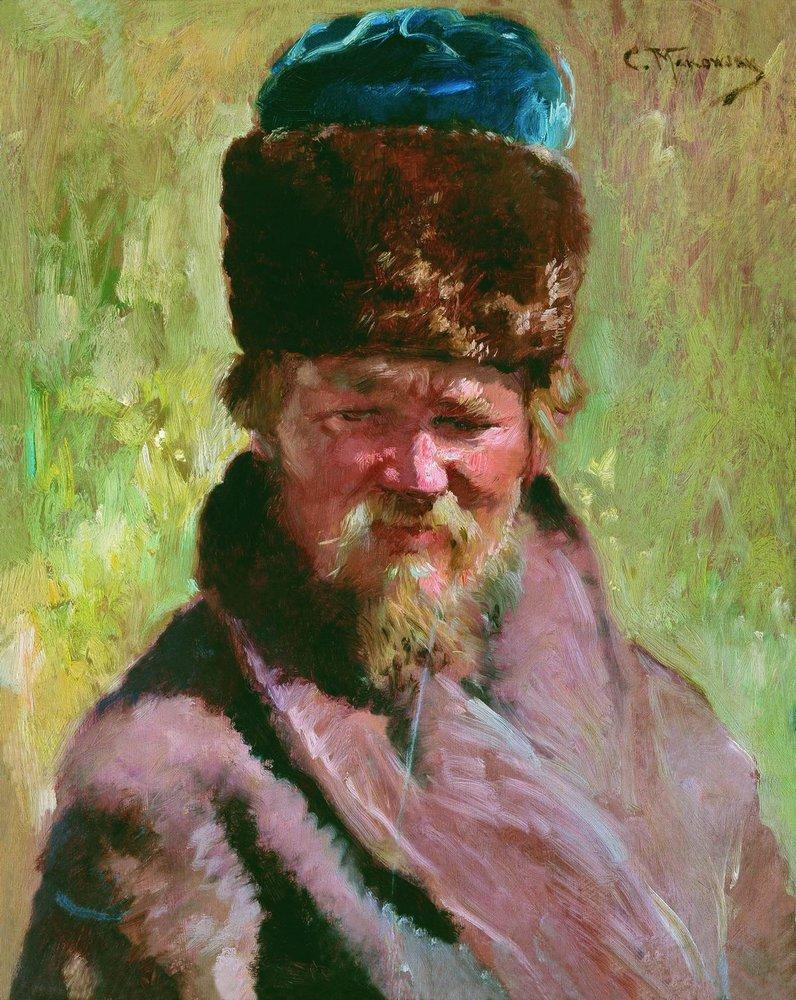
Константин Маковский, «Ямщик», 1900. На голове надета мурмолка.
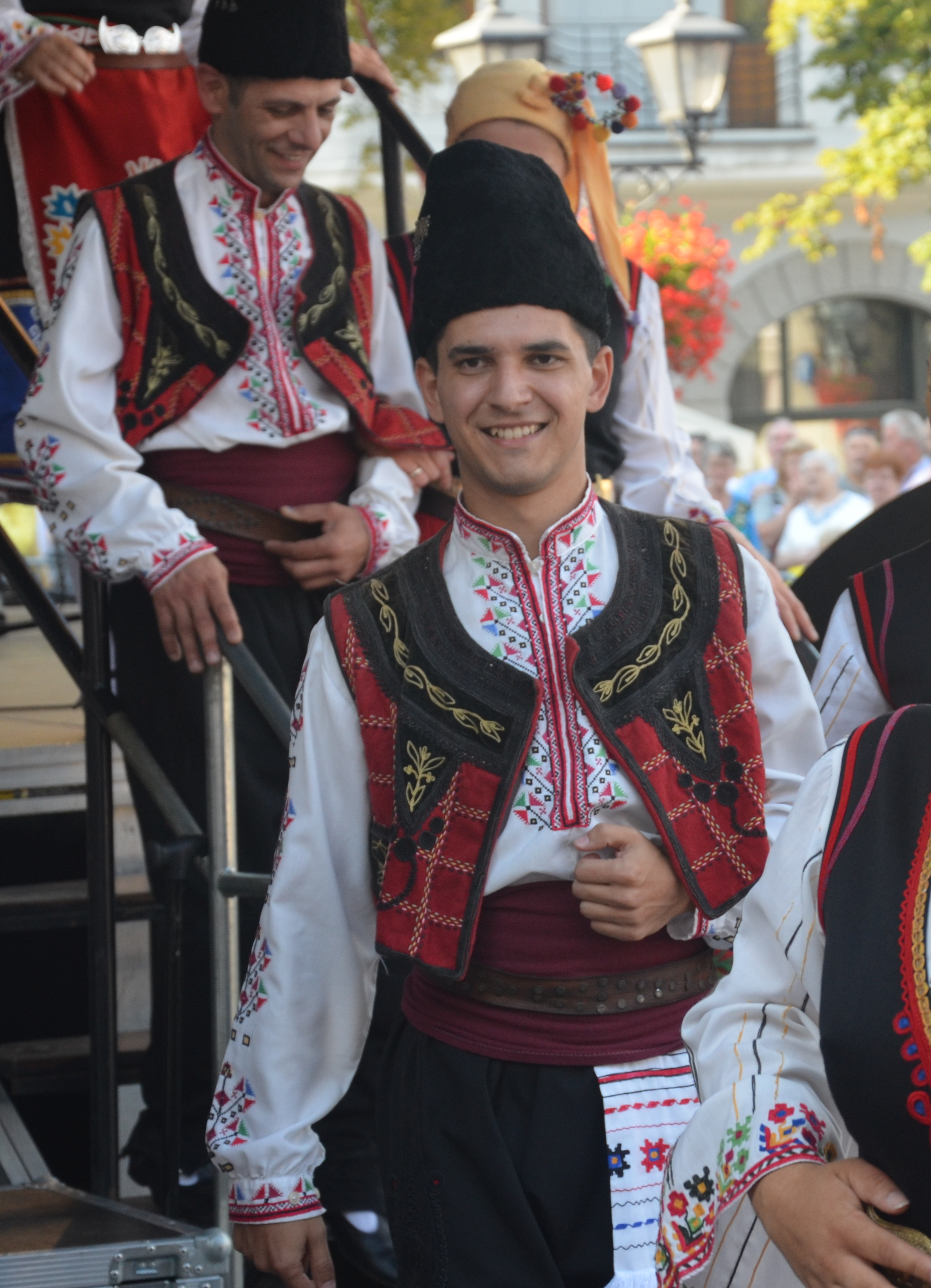
Мужчина в болгарском народном костюме из Варны. На голове шапка-калпак.
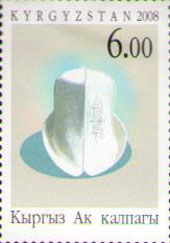
Киргизский белый колпак
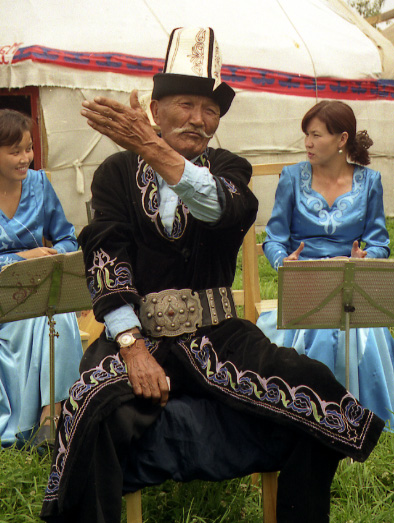
Киргизский манасчи носит традиционный белый колпак с отворотом покрытым черным бархатом
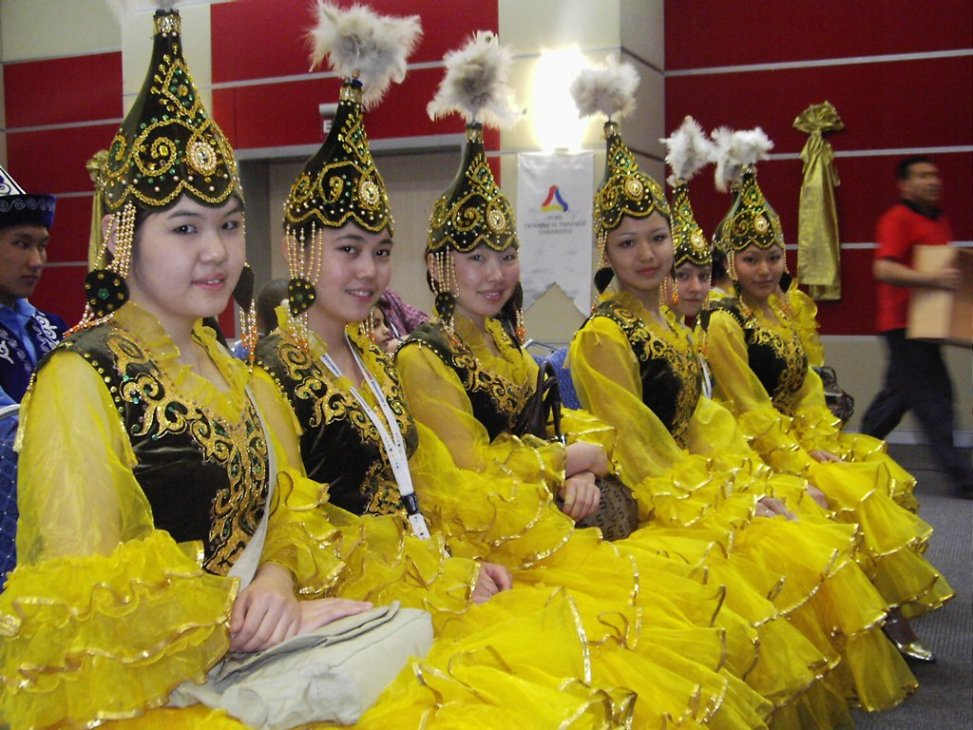
Традиционный головной убор для незамужних девушек в Казахстане, Кыргызстане и Каракалпакстане
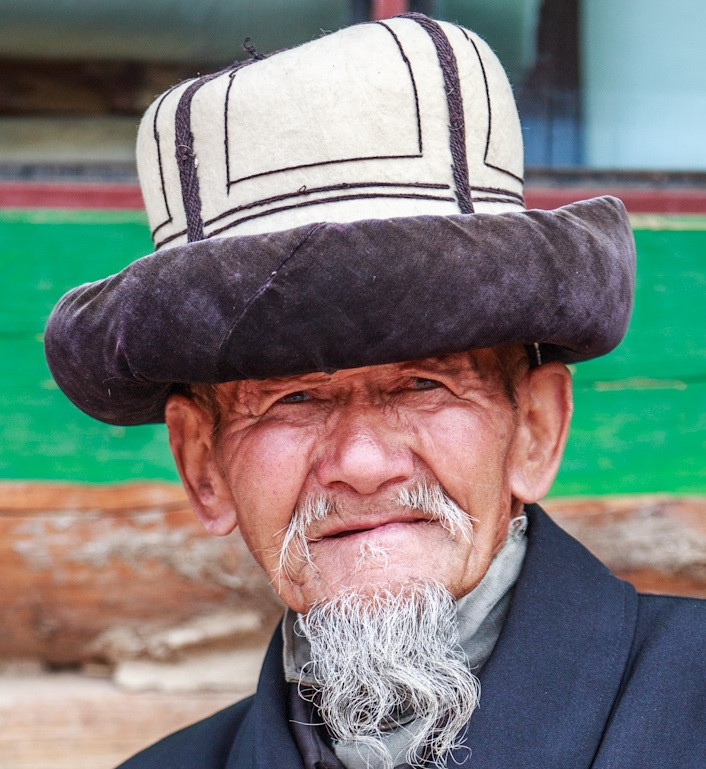
Казах в колпаке, Синьцзян-Уйгурский автономный район, Китай
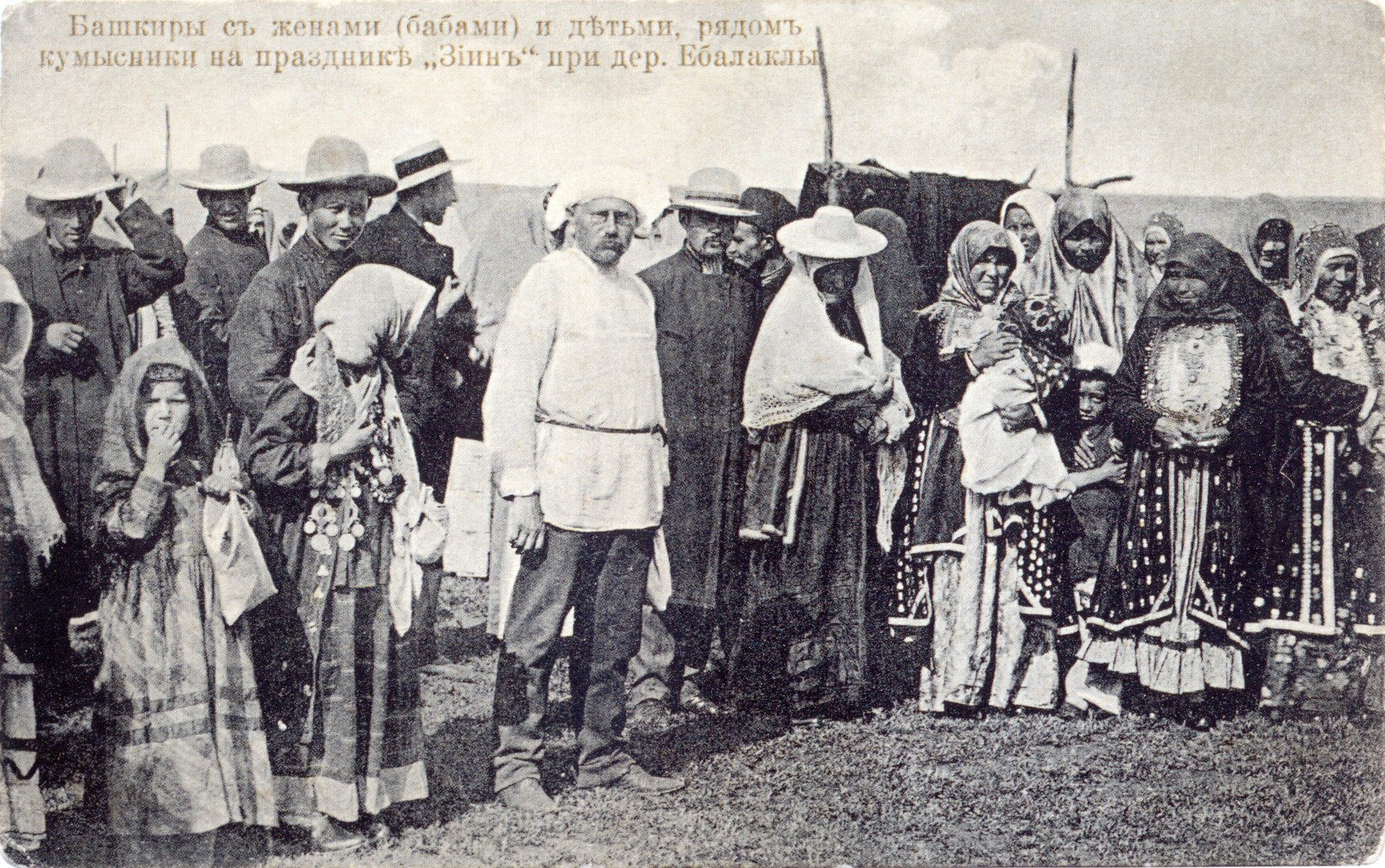
Башкиры на празднике Йыйын. На головах мужчин слева — войлочные колпаки (баш. ҡалпаҡ)
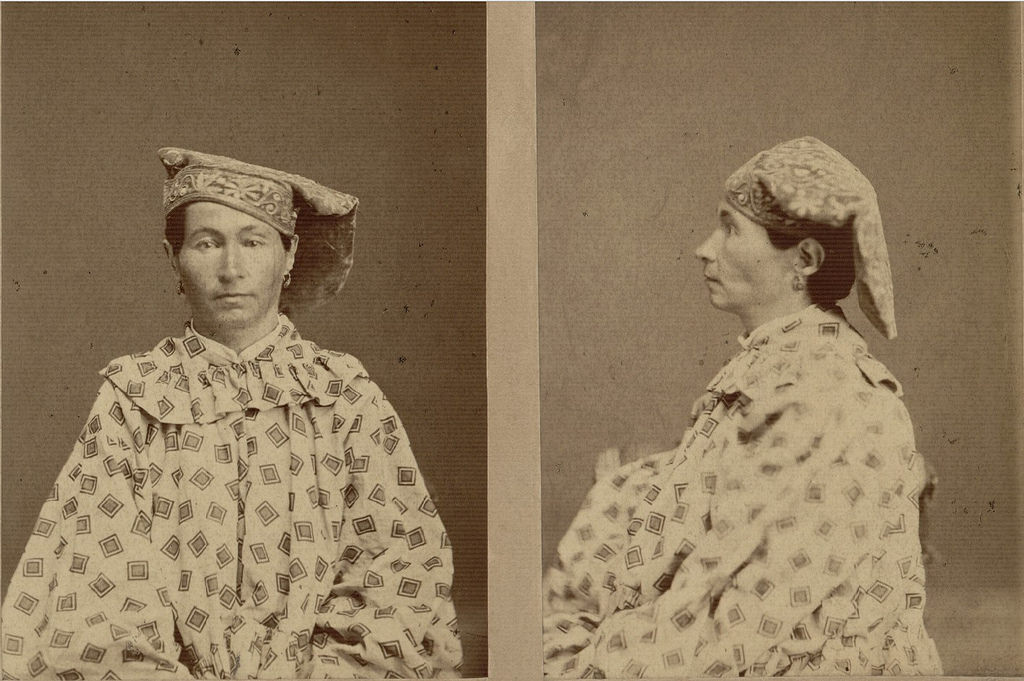
Оренбуржье. Башкирка в колпаке. 1870-е годы. Автор К. Фишер
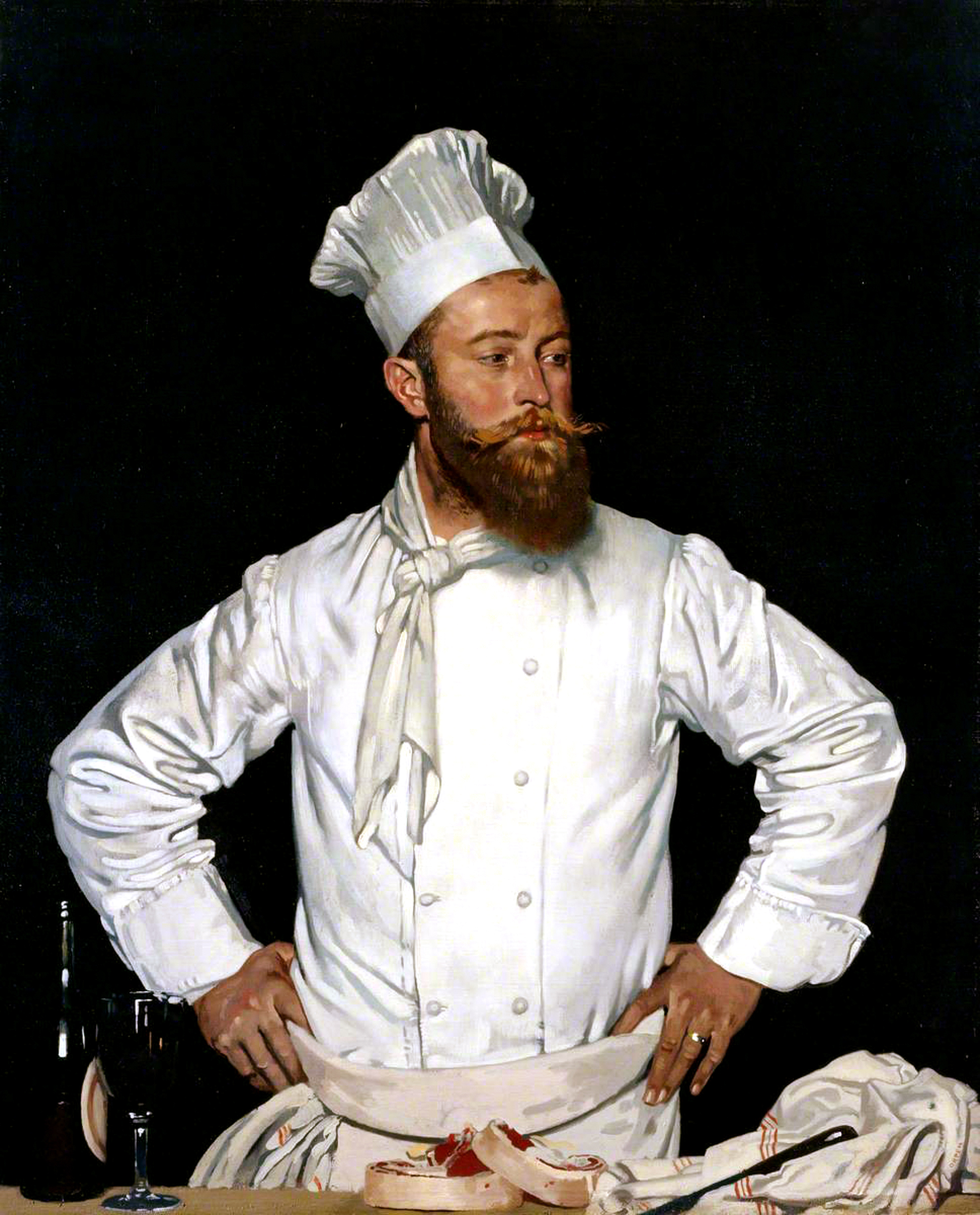
Уильям Орпен «Шеф-повар отеля Chatham, Париж», 1921